# Telenassa flavocincta
Telenassa flavocincta är en fjärilsart som beskrevs av Paul Dognin 1888. Telenassa flavocincta ingår i släktet Telenassa och familjen praktfjärilar. Inga underarter finns listade i Catalogue of Life.